# Orodromeus
Orodromeus (do latim "corredor da montanha") foi um dinossauro herbívoro e bípede que viveu no fim do período Cretáceo na América do Norte, tendo sido descoberto em 1987, nos Estados Unidos, e nomeado oficialmente em 1988 por Jack Horner. Media em torno de 2,5 metros de comprimento.
Foram encontrados vários ninhos de Orodromeus com ovos fossilizados. Os ovos mediam de 10 a 12 centímetros de comprimento. A descoberta indica que o Orodromeus vivia em pequenos bandos e cuidava bem de seus ovos, assim como faziam os maiassauros.

## Outras espécies
- Orodromeus minimus